# Corallocarpus epigaeus
Corallocarpus epigaeus là một loài thực vật có hoa trong họ Cucurbitaceae. Loài này được (Rottler) C.B.Clarke mô tả khoa học đầu tiên năm 1879.